# Bruno Pradal
Bruno Pradal, né le 17 juillet 1949 à Rabat (Maroc) et mort dans un accident de la circulation le 19 mai 1992 à Saran (Loiret), est un acteur français. Il est le père de l'acteur Yann Pradal.

## Biographie
Né le 17 juillet 1949 à Rabat au Maroc, Bruno Pradal arrive en France à l'âge de 9 ans à Saint-Germain-en-Laye où il poursuit ses études jusqu'à l'âge de 17 ans.
Il entre au conservatoire de Saint-Germain-en-Laye dans le cours de Jacqueline Rouillard avant de suivre les cours au Centre d'art dramatique de la rue Blanche. Il est ensuite révélé par le film Mourir d'aimer d'André Cayatte.
Alors qu'il revient du tournage de la mini-série Secret de famille avec Véronique Genest, il percute un poids lourd sur l'autoroute A10 à Saran, près d'Orléans, et meurt sur le coup le 19 mai 1992 à l'âge de 42 ans. Il est inhumé au cimetière de Joigny (Yonne).

### Faits de carrière
- À ses débuts en 1970 : il incarnait le jeune amant d'Annie Girardot dans Mourir d'aimer d'André Cayatte.
- Roger Vadim l'engage pour Hellé et Jean Delannoy pour Pas folle la guêpe.
- C'est l'un des Quelques messieurs trop tranquilles 1973 aux côtés de Dani dans le film de Georges Lautner.
- Il joue le rôle principal d'Édouard Dabert dans la série télévisée dont le premier volet réalisé par Marcel Camus retrace l'histoire de l'aviation d'Otto Lilienthal à la traversée de la Manche par Louis Blériot le 25 juillet 1909 intitulé Les Faucheurs de marguerites (1974).
- En 1978, il poursuit l'épopée de l'aviation toujours dans le rôle d'Édouard Dabert dans Le Temps des as réalisé par Claude Boissol retraçant la période de la Première Guerre mondiale.
- En 1980, il est la vedette de Charlie Bravo et joue avec Danielle Darrieux dans La Mort en sautoir.
- Il incarne le mari disparu de Claude Jade dans Une petite fille dans les tournesols (1984) et il joue Raynald dans Sans défense (1989) de Michel Nerval.
- Sur les planches, entre autres, aux côtés de Claude Jade en 1989 dans Regulus 93.
- 1991 : Cas de divorce, série TV où il incarne Maitre Dumond.
- Son dernier rôle : dans le feuilleton Secret de famille (1992).

## Filmographie

### Cinéma
- 1969 : La Maison de campagne de Jean Girault : (un invité - non crédité)
- 1971 : Mourir d'aimer d'André Cayatte : (Gérard)
- 1971 : La Saignée de Claude Mulot : (Thomas Chanard)
- 1971 : À cœur froid (A cuore freddo) de Riccardo Ghione : (Mirko, il pittore)
- 1972 : Hellé de Roger Vadim : (Julien Fournier)
- 1972 : Pas folle la guêpe de Jean Delannoy : (Alain Morelli)
- 1973 : Quelques messieurs trop tranquilles de Georges Lautner : (Paul)
- 1973 : Les Anges de Jean Desvilles : (Larry I)
- 1976 : L'Arriviste de Samy Pavel : (le frère d'Alicia)
- 1977 : Une fille cousue de fil blanc de Michel Lang : (Alain)
- 1978 : Éclipse sur un ancien chemin vers Compostelle de Bernard Ferié : (le comte)
- 1979 : Femme entre chien et loup de André Delvaux : (voix)
- 1980 : Charlie Bravo de Claude Bernard-Aubert : (Lieutenant Brissac)
- 1985 : Lune de Novembre de Alexandra von Grote : (Marcel)
- 1986 : Rue du départ de Tony Gatlif : (le veuf)
- 1987 : La Rumba de Roger Hanin : (Teddy Malakian)
- 1988 : Adieu je t'aime de Claude Bernard-Aubert : (Marc)
- 1989 : Sans défense de Michel Nerval : (Raynald)
- 1989 : Sortis de route de Gilbert Roussel : (le père)

### Télévision
- 1974 : Les Faucheurs de marguerites de Marcel Camus : (Édouard Dabert)
- 1974 : Un matin de juin 1940 de Claude-Jean Bonnardot : (Patrice)
- 1974 : L'Accusée de Pierre Goutas : (Me Le Hucheur)
- 1977 : Les Samedis de l'histoire (épisode "Un été albigeois ou La grève des ouvriers verriers de Carmaux") de Jacques Trébouta : (Denis Aubanel)
- 1978 : L'imaginaire en campagne : Ulysse est revenu de Jean Dewever : (la voix d'Athène en prêtre)
- 1978 : Les Héritiers (épisode "Le Codicille") de Jacques Trébouta : (Georges)
- 1978 : Le Temps des as de Claude-Jean Bonnardot : (Édouard Dabert)
- 1978 : Quand flambait le bocage téléfilm de Claude-Jean Bonnardot : (Adjudant général Travot)
- 1979 : Le Vérificateur (épisodes "Bilan d'une idole", "Le P.D.G. gelé", "Tripe S" et "la plume facile"), série télévisée de Pierre Goutas : (l'inspecteur Chassebon)
- 1979 : Le crime des innocents de Roger Dallier : (Jean Catulle)
- 1980 : La Vie des autres (épisode "la part des ténèbres") de Jean-Luc Moreau : (Damien Fontarel)
- 1980 : La Mort en sautoir de Pierre Goutas : (Lionel Auffort)
- 1980 : La Conquête du ciel de Claude-Jean Bonnardot : (Édouard Dabert)
- 1982 : L'Adieu aux as de Jean-Pierre Decourt : (Édouard Dabert)
- 1983 : L'Ange foudroyé de ''Bernard Férié''
- 1984 : Une petite fille dans les tournesols de Bernard Férié : (Daniel)
- 1985 : Le Vent du large, feuilleton télévisé de Marlène Bertin : (Jacques)
- 1986 : L'Amour à tout prix, feuilleton télévisé de Marie-France Hascoët : (Arnaud)
- 1988 : Le Vent des moissons, feuilleton télévisé de Jean Sagols : (Jean-Claude Maugran)
- 1988 : Adorable Julia de Marc-Gilbert Sauvajon, mise en scène de Jean-Paul Cisife, en différé du Théâtre des Arts-Hébertot (Paris), réalisation de Yves-André Hubert : (Jean-Paul Fernois)
- 1988 : Allô, tu m'aimes ?, feuilleton télévisé de Pierre Goutas : (Jérôme)
- 1989 : Le Destin du docteur Calvet, feuilleton télévisé de Gilbert Sinoué et Denis Cocula : (André Mareuil)
- 1990 : L'Éternité devant soi de Stéphane Bertin
- 1990 : Le Denier du colt de Claude Bernard-Aubert : (le maire de Nice)
- 1990 : Commissaire Moulin (épisode "Match nul"), réalisation Gérard Kikoïne : (capitaine Bertrand)
- 1990 : Orages d'été, avis de tempête, feuilleton télévisé de Jean Sagols : (le professeur de la clinique)
- 1991 : La Florentine, de Marion Sarraut : (Francesco Beltrami)
- 1991 : Cas de divorce : (Maître Dumond)
- 1992 : Dis maman, tu m'aimes ?, de Jean-Louis Bertuccelli : (Pierre)
- 1992 : Mademoiselle Ardel, téléfilm de Michael Braun : (Marcel Ribeaud)
- 1992 : Le JAP, juge de l'application des peines (épisode "Les dangers de la liberté") de Josée Dayan : (Perreau)
- 1992 : Secret de famille, feuilleton télévisé de Hervé Baslé : (Alexandre Vernon)
- 1993 : Le Bourgeois gentilhomme de Molière, pièce de théâtre en 5 actes mise en scène en 1990 et diffusée le 6 septembre 1993 sur France 3 : (le maître à danser)

## Émissions de télévision
- 1973 : Vivre en France : La Poudre d'escampette, émission préparée par Jean-Gabriel Grand, réalisation de Marielle Laurent avec A.D.G., Bruno Pradal (avec extraits du film Quelques messieurs trop tranquilles)
- 1983 : La Vie à plein temps - FR 3 Midi-Pyrénées : émission du 27 juin 1983, présentée par Philippe Bachmann avec Claude Jade, Bruno Pradal et Gérard Jugnot

## Théâtre
- 1969 : Le Soldat inconnu et sa femme de Peter Ustinov, mise en scène de l'auteur, Théâtre des Célestins Lyon
- 1974 : Monsieur Gnaka de Guy Foissy, mise en scène de Alain Choquet, Festival d'Avignon
- 1977 : Le Songe d'une nuit d'été de William Shakespeare, mise en scène Petrika Ionesco, Théâtre des Amandiers
- 1980-1981 : L'Annonce faite à Marie de Paul Claudel, mise en scène de Pierre Franck, Tournée Charles Baret dans toutes les régions de France
- 1982 : Pour Lucrèce de Jean Giraudoux, mise en scène Jean-Pierre Laruy, Festival de Bellac, Casino Municipal de Vichy, Tulle (Corrèze) et Château de Boussac (Creuse)
- 1983 : Diable d'homme ! de Robert Lamoureux, mise en scène de Daniel Ceccaldi, Théâtre des Célestins Lyon
- 1984 : La Dernière Classe de Brian Friel, mise en scène Jean-Claude Amyl, Théâtre des Mathurins
- 1987 : Adorable Julia de Marc-Gilbert Sauvajon d'après Somerset Maugham, mise en scène Jean-Paul Cisife, Théâtre Hébertot
- 1987 : Les Juges du ciel de Agustin Moreto, mise en scène de Jean Rougerie, Théâtre 14 Jean-Marie Serreau
- 1988 : Fra Sylvère ou Le Péché d'angélisme de Tristan Sévère et Muse Dalbray, mise en scène Mario Franceschi, Théâtre Mouffetard
- 1988 : Régulus 93 ou la véritable histoire du citoyen Haudaudine de Catherine Decours, mise en scène Jean-Luc Tardieu, Espace 44 Nantes
- 1990 : Le Bourgeois gentilhomme de Molière, mise en scène de Jean-Pierre Bouvier, Festival du Trianon Versailles, Festival de Pau